# Nikon D300
Pour les articles homonymes, voir D300.
D200 D700
D300S
Le Nikon D300 est un appareil photographique reflex numérique fabriqué par Nikon. Lancé en octobre 2007, c'est un boîtier semi-professionnel qui remplace le D200 et qui a été remplacé par le D300s. Il est équipé d'un capteur au format Nikon DX.
Nikon a reçu pour ce boîtier le prix TIPA (Technical Image Press Association) du meilleur reflex numérique expert le 11 avril 2008.

## Galerie

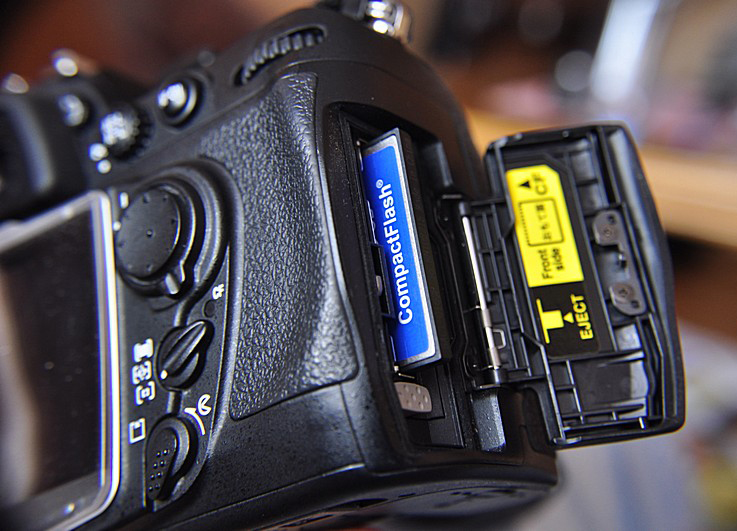
Détail du D300: emplacement de la carte CompactFlash
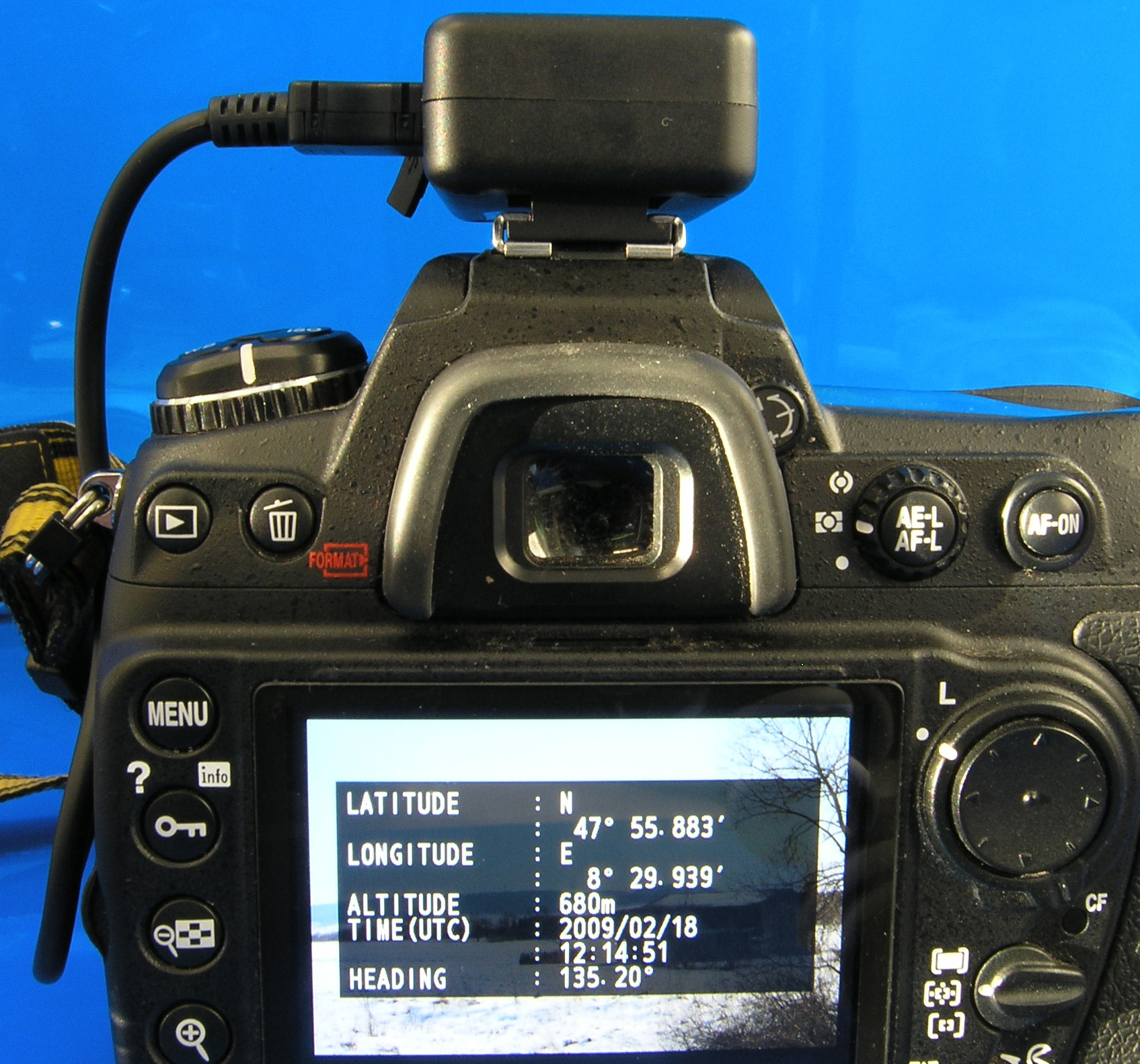
Nikon D300 avec "Solmeta Geotagger N2 Kompass"

### Livres
- Claude Tauleigne, Nikon D300, Éditions bichromia, 2007  (ISBN 2-9165-6807-7)
- Vincent Luc et Mathieu Ferrier, Maîtriser le Nikon D300, Paris, VM, 2008, 422 p., broché (ISBN 978-2-212-67295-4)

### Articles
- Ronan Loaëc, Nikon D300. Un reflex expert qui a tout d'un pro, dans Chasseur d'Images  (ISSN 0396-8235), no 297, septembre-octobre 2007
- Nikon D300 contre Canon EOS 40D, dans Réponses Photo  (ISSN 1167-864X), no 187S, octobre 2007